# Manchester City F.C.
Manchester City Football Club je angleški nogometni klub iz mesta Manchester, ki igra v angleški Premier League.
Ustanovljen je bil leta 1880 pod imenom St. Mark's (West Gorton). Leta 1887 se je preimenoval v Ardwick Association Football Club, leta 1894 pa je postal Manchester City.  Med letoma 1923 in 2003 je klub igral na stadionu Maine Road, ki je bil ob otvoritvi leta 1923 za stadionom Wembley drugi največji stadion na Otoku s kapaciteto 85,000. Od leta 2003 klub igra na stadionu Etihad
V sezoni 2011-12 je v podaljšku na zadnji tekmi Premier League napadalec Sergio Agüero zadel najpomembnejši gol v novejši zgodovini sinje modrih. Manchester City je zmagal QPR s 3:2 in s tem v zadnjih sekundah sezone izmaknil naslov mestnemu rivalu Manchesterju Unitedu ter po 44 letih ponovno osvojil naslov angleškega državnega prvaka,

## Vidnejši uspehi[2]
- Premier League
  - Prvak 1937, 1968, 2012, 2014, 2018, 2019
  - Podprvak 1904, 1921, 1977, 2013, 2015, 2020

- Prva divizija
  - Prvak 2002
  - Podprvak leta 2000
- Druga divizija
  - Prvak 1899, 1903, 1910, 1928, 1947, 1966
  - Podprvak 1896, 1951

- FA pokal
  - Zmagovalec 1904, 1934, 1956, 1969, 2011, 2019
  - Finalist 1923, 1933, 1955, 1981, 2013

- Liga pokal
  - Prvak 1970, 1976, 2014, 2016, 2018, 2019, 2020
  - Finalist 1974

- Pokal lige prvakov
  - Zmagovalec 1970

- Charity Shield
  - Zmagovalec 1938, 1969, 1973, 2013, 2019, 2020
  - Finalist 1934, 1956, 1969, 1973, 2011

- Full Members pokal
  - Finalist 1986

## Rekordi
- Najvišja ligaška zmaga — 11-3 proti Lincoln City-ja (1895)
- Najvišja zmaga v FA pokalu — 12-0 proti Liverpool Stanleyu (1890)
- Najvišji poraz — 1-9 proti Everton F.C. (1906)
- Najvišji poraz u FA pokalu — 0-6 proti Preston North Endu ( 1897)
- Največ gledalcev — 84,569 proti Stoke City-ju (3. marca, 1934)
- Največ ligaških nastopov — 561 + 3, Alan Oakes 1958-76
- Največ nastopov — 668 + 4, Alan Oakes 1958-76
- Najboljši strelec vseh časov — 178, Eric Brook 1928-40
- Največ golov v eni sezoni — 38, Tommy Johnson 1928-29
- Najbolje plačan prestop — £62 milijonov Atletico Madridu za Rodrija, julij 2011
- Najvišja dobljena odškodnina — £45 milijonov od Bayern Munchen za Leroya Saneja, 2020